# 83Lightning Catapult
83Lightning Catapult（エイティースリーライトニングカタパルト）は、Spotifyにて2021年10月4日から配信されているインターネットラジオ番組。

## 概要
共に1983年生まれの酒井健太（アルコ&ピース）と相田周二（三四郎）の2人がパーソナリティを務め、「新しい流行、笑い、カルチャーを射出する」をテーマにトークを展開する。構成は『アルコ&ピース D.C.GARAGE』と『三四郎のオールナイトニッポンシリーズ』の構成も務める福田卓也が担当する。番組は2021年10月から2022年3月末まで半年限定の配信の予定であったが、2022年4月以降も2024年1月配信分までSpotify独占配信番組として継続した。
Podcastの番組を対象としたコンペティションである「JAPAN PODCAST AWARDS 2021」にて、最もコメディ性に優れたポッドキャストに贈呈される部門賞である「Amazon Music presentsベストコメディ賞」を受賞した。
2024年1月15日更新分を持って一旦、更新を終了する事が告げられた。当初は同年2月に再開する予定であったが、延期を重ねて同年6月より更新が再開された。今回も半年限定であり、また、Spotify独占配信では無くなっている。
その後、2024年11月18日更新分にて再び更新が終了。最終回ではなく、「納得の1本がまだ録れていないため、更新を延期している」という事にしている。
2025年7月4日、「83Lightning Catapult」が、同年7月より月曜から水曜にかけて配信されるワイド番組『Lightning Catapult』にリニューアルされることが発表された。酒井と相田は月曜配信分を担当する。

## 出演者

### パーソナリティ
- 酒井健太（アルコ&ピース）
- 相田周二（三四郎）

### スタッフ
- 福田卓也 - 構成作家

## コーナー
現在は3つのコーナーが存在するが、お悩み相談のコーナーと2人のフリートークが長引き、残り2つのコーナーは行われない事が多い。
お悩み相談
番組冒頭に行われる。リスナーから送られた悩みを酒井と相田の2人が解決する。
ミーム2021→ミーム2022
リスナーの周りで流行っているノリを送ってもらう。
ガチ
世の中で本当に流行していることをリスナーから教えてもらう。